# Medina dicax
Medina dicax är en tvåvingeart som först beskrevs av Giglio-tos 1893.  Medina dicax ingår i släktet Medina och familjen parasitflugor. Inga underarter finns listade i Catalogue of Life.